# غادة محمود
غادة محمود هي مطربة أردنية ذات أصول مصرية من فترة السبعينيات، زوجها هو المطرب الأردني المعروف صبري محمود. كانت تمتاز برخامة الصوت وقدمت العديد من الأغاني الأردنية.

## أعمالها
- يا عنيد يا يابا مع عبده موسى
- قولي يا ستي
- خيمتنا الأردنية مع صبري محمود